# Seriolina nigrofasciata
Seriolina nigrofasciata är en fiskart som först beskrevs av Eduard Rüppell 1829.  Seriolina nigrofasciata ingår i släktet Seriolina och familjen taggmakrillfiskar. Inga underarter finns listade i Catalogue of Life.